# Active Appearance Model
Active Appearance Model (AAM) bezeichnet ein von Cootes, Edwards und Taylor entwickeltes Verfahren der Bildverarbeitung, mit dem sich besonders gut Klassen deformierbarer Objekte wie Gesichter oder medizinische Aufnahmen von Organen charakterisieren lassen.
Das Active Appearance Model ist eine Weiterentwicklung der aktiven Konturen (Snakes) und des Active Shape Model.

## Verfahren
Das Active-Appearance-Konzept besteht aus drei Teilen:
1. Einem Form-Modell (Shape-Modell), bei dem markante Punkte (Landmarken) des Objektbildes auf eine einheitliche (mittlere oder typische) Form gebracht werden.
2. In einem zweiten Schritt wird das Ausgangsbild mittels Image Warping in diese einheitliche Form gebracht. Damit ist die Form aller Objektbilder standardisiert („shape-free model“) und die Variationen in den Bildern sind auf Unterschiede in der Erscheinung zurückzuführen, die nun getrennt modelliert werden können. Das Kernstück der Modellierung in den beiden ersten Schritten ist die Hauptkomponentenanalyse, mit der die typischen Modi der Variation innerhalb einer Objektklasse aus einem Satz von Trainingsbildern gelernt werden können.
3. Schließlich bedeutet der Term „Active“, dass ein Algorithmus entwickelt wurde, mit dem man in einem neuen, unbekannten Bild automatisch nach der besten Anpassung des AAM suchen kann. Dabei kann sich das AAM gemäß der erlernten Modi der Form und der Erscheinung transformieren.